# Sirenia (zespół muzyczny)
Sirenia – norweska grupa muzyczna, powstała w 2001 roku z inicjatywy gitarzysty grupy Tristania, Mortena Velanda. W swoich utworach grupa łączy elementy muzyki poważnej, gothic metalu, metalu symfonicznego i ostrzejszych gatunków, jak black i death metal.

## Muzycy
Obecny skład zespołu
- Emmanuelle Zoldan – śpiew (od 2016)[3]
- Morten Veland – śpiew, gitara elektryczna, gitara basowa, instrumenty klawiszowe, perkusja (od 2001)
- Nils Courbaron – gitara elektryczna, także śpiew (od 2018)
- Michael Brush – perkusja (od 2019)

Muzycy koncertowi
- Kristian Olav Torp – gitara basowa (2008)
- Roland Navratil – perkusja (2004–2005, 2009)[4]

Byli członkowie zespołu
- Kristian Gundersen – śpiew, gitara (2001–2004)
- Hans Henrik Varland – instrumenty klawiszowe (2001–2003)
- Pete Johansen – skrzypce (2001–2003)
- Henriette Bordvik – śpiew (2002–2005)
- Bjørnar Landa – gitara (2004–2008)
- Monika Pedersen – śpiew (2006–2007)
- Michael S. Krumins – śpiew, gitara (2008–2011)
- Jonathan A Perez – perkusja (2003–2004, od 2005)
- Ailyn – śpiew (2008–2016)[5]
- Jan Erik Soltvedt – gitara

## Dyskografia
Albumy
| Tytuł                         | Dane dot. albumu                                       | Pozycja na liście | Pozycja na liście | Pozycja na liście | Pozycja na liście |
| Tytuł                         | Dane dot. albumu                                       | FRA               | CHE               | DEU               | BEL               |
| ----------------------------- | ------------------------------------------------------ | ----------------- | ----------------- | ----------------- | ----------------- |
| At Sixes And Sevens           | - Data: 21 maja 2002 - Wydawca: Napalm Records         | —                 | —                 | —                 | —                 |
| An Elixir For Existence       | - Data: 23 lutego 2004 - Wydawca: Napalm Records       | —                 | —                 | —                 | —                 |
| Nine Destinies And A Downfall | - Data: 23 lutego 2007 - Wydawca: Nuclear Blast        | 134               | 85                | 54                | —                 |
| The 13th Floor                | - Data: 23 stycznia 2009 - Wydawca: Nuclear Blast      | 127               | 67                | 87                | —                 |
| The Enigma of Life            | - Data: 21 stycznia 2011 - Wydawca: Nuclear Blast      | —                 | 53                | 73                | —                 |
| Perils of the Deep Blue       | - Data: 28 czerwca 2013 - Wydawca: Nuclear Blast       | 136               | 43                | 50                | 89                |
| The Seventh Life Path         | - Data: 8 maja 2015 - Wydawca: Napalm Records          | —                 | 77                | 68                | 122               |
| Dim Days of Dolor             | - Data: 11 listopada 2016 - Wydawca: Napalm Records    | —                 | 89                | —                 | 150               |
| Arcane Astral Aeons           | - Data: 26 października 2018 - Wydawca: Napalm Records | —                 | —                 | —                 | —                 |
| Riddles, Ruins & Revelations  | - Data: 12.02.2021 - Wydawca: Napalm Records           | —                 | —                 | —                 | —                 |

Minialbumy
| Tytuł           | Dane dot. albumu                                       |
| --------------- | ------------------------------------------------------ |
| Sirenian Shores | - Data: 11 października 2004 - Wydawca: Napalm Records |